# Elecciones estatales de Bremen de 1983
La elección estatal de Bremen de 1983 fue la undécima elección al Bürgerschaft de Bremen. Tuvo lugar el 25 de septiembre de 1983.

## Resultados
La participación fue del 79,7 por ciento. El SPD defendió y amplió su mayoría absoluta. Por primera vez, el FDP no obtuvo representación en el parlamento.
| Partido | Partido | Votos   | Porcentaje | Escaños (cambio) |
| ------- | ------- | ------- | ---------- | ---------------- |
|         | SPD     | 210.632 | 51,3       | 58 (+6)          |
|         | CDU     | 136.635 | 33,3       | 37 (+4)          |
|         | GRÜNE   | 22.280  | 5,4        | 5 (+5)           |
|         | FDP     | 18.828  | 4,6        | 0 (-11)          |
|         | BGL     | 9.676   | 2,4        | 0 (-4)           |
|         | BAL     | 5.610   | 1,4        | -                |
|         | ASD     | 4.060   | 1,0        | -                |
|         | LD      | 1.759   | 0,4        | -                |
|         | FRAUEN  | 569     | 0,1        | -                |
|         | EAP     | 191     | 0,1        | -                |